# Crookers

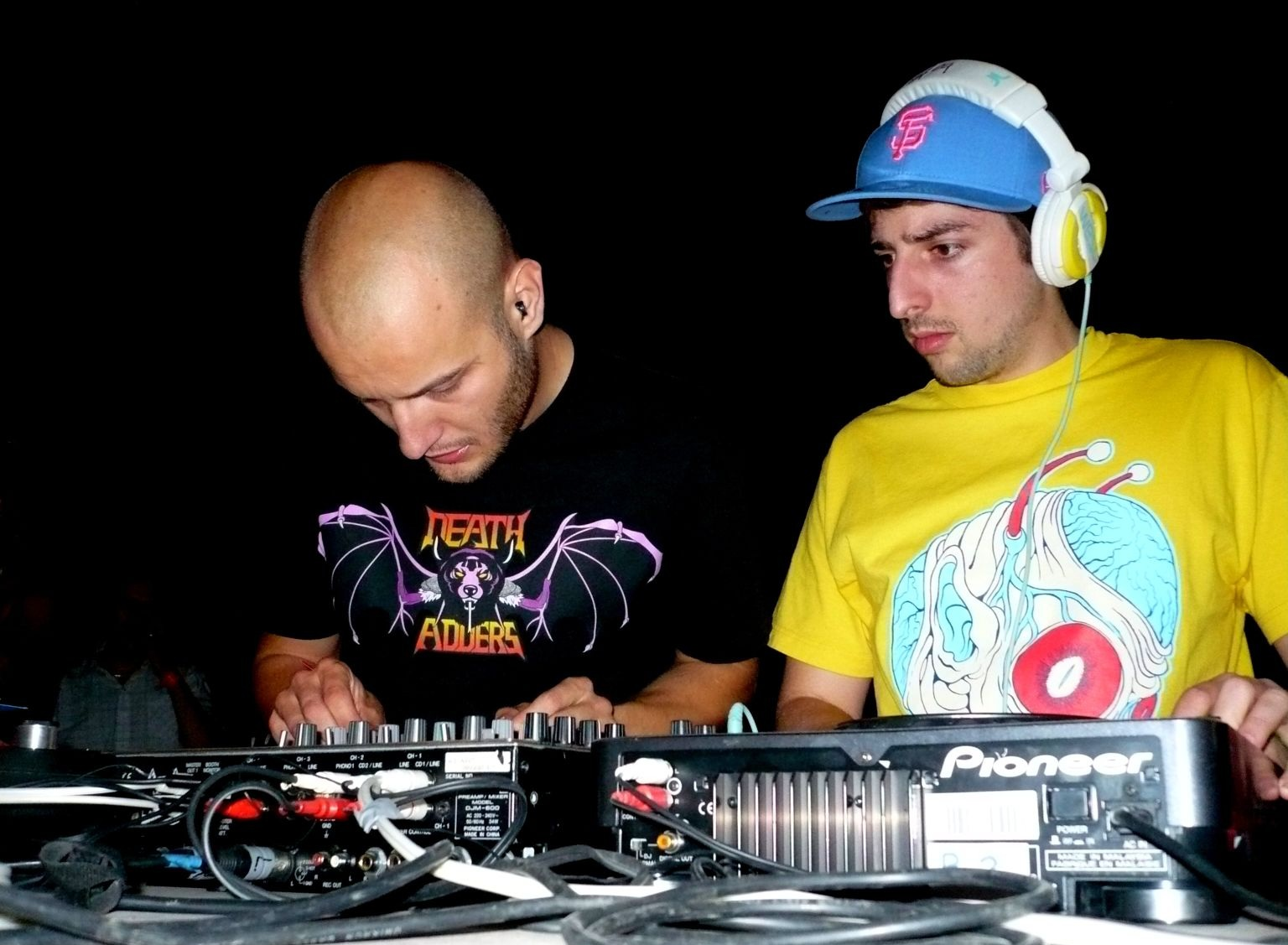
De Crookers in 2008

De Crookers is een Italiaanse houseduo, opgericht in 2003 in Milaan door Andrea "Bot" Fratangelo en Francesco "Phra" Barbaglia, een duo dj's-producers.
Over hun beginnende samenwerking verklaarde Barbaglia: "We raakten allebei betrokken in de muziekwereld door naar hiphop te luisteren. Het voelde voor ons natuurlijk aan om een team te vormen, waarbij we merkten dat wij dezelfde muzikale smaak hadden, wat niet zo evident is hier in Milaan."
De Crookers werden vooral bekend met hun hit "Day 'N' Nite" met Kid Cudi en met hun album Tons Of Friends, waarop zij met veel verschillende internationale artiesten samenwerkten, zoals Will.i.am en Pitbull.
De stijl van de Crookers kenmerkt zich door de afwisseling van meestal hiphop en techno en het gebruik van meer vocals en vele verschillende electrogeluiden en -deuntjes. De dj-stijl van de Crookers is herkenbaar doordat zij, in tegenstelling tot wat gebruikelijk is bij techno, het ritme geregeld ophouden en door meer muzikaliteit en tonaliteit, zoals in hun versie van de mix-cd I Love Techno (editie 2009).
Op 19 oktober 2012 kondigde Andrea Fratangelo aan dat hij de Crookers verlaat. Francesco Barbaglia besliste daarop om het project Crookers alleen voort te zetten.

## Reguliere studioalbums van de Crookers
- Put Your Hands On Me (2009)
- Tons Of Friends (2010)
- Dr. Gonzo (2011)
- From Then Until Now (2012)
- Whats Up Y'all (2012)